# Gnathonargus
Gnathonargus unicorn és una espècie d'aranya araneomorfa de la subfamília Erigoninae, dins de la família Linyphiidae. És l'únic membre del gènere monotípic Gnathonargus.
Fou descrit per primera vegada per S. C. Bishop i C. R. Crosby l'any 1935,

## Distribució
És un endemisme dels Estats Units.